# Ваздухопловни савез Србије
Ваздухопловни савез Србије (ВСС) је ваздухопловна стручна, спортско образовна и васпитна организација која је основана на скуштини Ваздухопловног савеза Србије и Црне Горе на седници одржаној 27. јуна 2006. године у Београду. По окончању референдума о самосталности Црне Горе, скупштина је донела одлуку да се Ваздухопловни савез Србије и Црне Горе припаја Ваздухопловном савезу Србије, и да Ваздухопловни савез Србије наставља правни континуитет Ваздухопловног савеза Србије и Црне Горе.

## Активности
Ваздухопловни савез Србије је активни члан Међународне ваздухопловне федерације, док је у систему спорта Србије препознат је као грански спортски савез. Ова организација са седиштем у Београду, у Улици Узун Миркова 4/I, у згради „Дома Аероклуба” која је направљена од стране ваздухопловаца и за ваздухопловце, у свом саставу има 70 организација (аеро-клубова, територијалних и струковних савеза) који окупљају око 2500 чланова.
Активности Ваздухопловног савеза Србије и његових организација обухватају: ваздухопловно и ракетно моделарство, падобранство, ваздухопловно једриличарство, летење моторним авионима, летење ултралаким ваздухопловима, змајарство, параглајдинг, балонарство и друге ваздухопловне активности везане за ваздухопловне спортове.
У оквиру наведених активности Ваздухопловни савез Србије са својим чланицама организује и одржава ваздухопловна спортска такмичења и друге ваздухопловне манифестације у Србији, селектује и припрема спортисте за учешће на међународним такмичењима, а у својим чланицама — клубовима врши припрему и обуку младих кадрова потребних нашем спортском, цивилном и војном ваздухопловству.
Сваке године, Ваздухопловни савез Србије врши избор најбољих спортиста по гранама ваздухопловних спортова, бира најбоље спортисте Савеза и додељује награде „Златни орао”. Посебно нам је задовољство што овај број нашег часописа излази пред очи јавности баш на дан када ће двојици врхунских спортиста бити уручене највише награде.

## Историјат
Идеју о оснивању Аероклуба обновили су демобилисани српски пилоти који су 22. октобра 1921. године у кафани „Код белог орла” у Београду и званично основали „Српски аероклуб”, који је 14. маја 1922. године преименован у „Аероклуб Краљевине Срба, Хрвата и Словенаца”. У овом периоду Аероклуб постаје члан ФАИ-а, а за Председника је изабран инжењер Тадија Сондермајер, који на том месту остаје све до 1941. године. Марта 1923. године за доживотног председника изабран је кнез Павле Карађорђевић.
Аероклуб је још два пута мењао име и то: 1929. године у „Аероклуб Краљевине Југославије” и 1935. године у Краљевски југословенски аероклуб „Наша крила”. До Другог светског рата Аероклуб је постигао значајне резултате пружајући помоћ у оснивању домаће ваздухопловне индустрије и предузећа за ваздушни саобраћај „Аеропут”. Окупацијске фашистичке власти су 1941. године забраниле рад родољубивим и патриотским организацијама. Међу њима је био и аероклуб. По ослобођењу од 1945. до 1948. године у саставу Фискултурног савеза и Народне технике под именом Ваздухопловни савез Југославије настављене су ваздухопловне активности. Име организације је промењено 2003. године, када је промењено и име државе Југославије у Државна заједница Србија и Црна Гора.